# Kondoaceae
Kondoaceae är en familj av svampar. Kondoaceae ingår i ordningen Agaricostilbales, klassen Agaricostilbomycetes, divisionen basidiesvampar och riket svampar.
| Kondoaceae | \| \| Kondoa \| \| \| \| |
|            | \| \| Kondoa \| \| \| \| |
|            | Chionosphaeraceae        |
|            |                          |
|            | Agaricostilbaceae        |
|            |                          |
|            | Mycogloea                |
|            |                          |
|            | Kondoa                   |
|            |                          |

|  | Kondoa |
|  |        |